# クリスティーナ湖 (カナダ・アルバータ州)
クリスティーナ湖（クリスティーナこ、Christina Lake）とは、北アメリカ大陸の北西部に存在する、小さな湖の1つである。この湖の周囲にはアサバスカ・オイルサンドが分布していることで知られている。なお、同名の湖についてはクリスティーナ湖を参照のこと。

## 概要
クリスティーナ湖は、おおよそ北緯55度37分21秒、西経110度52分42秒付近に位置している。ここは、カナダのアルバータ州の中部に当たり、サスカチュワン州との州境に近い

。
湖面の標高は約556m、長さ約18km、幅約2kmの細長い形状の湖で、湖面面積は約21.3km2、最大水深約32.9m、平均水深約17.3mの小さな湖である

。
クリスティーナ湖へは幾つかの小川が流れ込んでおり、この湖の集水面積は約1250km2である

。
そしてクリスティーナ湖の水は、湖の西端部から川となって流れ出しており、幾つかの川を経由してこの付近の主要河川の1つであるアサバスカ川に流れ込み、最終的にはマッケンジー川から北極海へと流れてゆく。

## 周辺地域
クリスティーナ湖周辺にもアサバスカ・オイルサンド（アサバスカ油砂）が分布しており、燃料などとして使用するために、2010年現在もオイルサンド（油砂）から油を採取している

。
参考までに、2007年の産油量は1日当たり約6000バレルであった

。
増産計画も存在する

。